# Атлон
Атлон (енгл. Athlone, ир. Baile Átha Luain) је град у Републици Ирској, у средишњем делу државе. Град је већим делом у саставу округа Вестмид, али својим мањим делом припада округу Роскомону.
Атлон се често назива и „главним градом средишње Ирске“, пошто се налази готово у географском средишту државе.

## Природни услови
Град Атлон се налази у средишњем делу ирског острва и Републике Ирске. Град већим, средишњим и источним делом припада покрајини Ленстер (округ Вестмид), а мањим, западним покрајини Конот (округ Роскомон). Дате делове дели река Шенон. Атлон се често назива и „главним градом средишње Ирске“, пошто се налази готово у географском средишту државе, које се налази пар километара северозападно од града.
Град је удаљен 120 километара западно од Даблина.
Атлон је смештен у равничарском подручју средишње Ирске. Град се развио на реци Шенон. Надморска висина средишњег дела града је око 40 метара.
Клима: Клима у Атлону је умерено континентална са изразитим утицајем Атлантика и Голфске струје. Стога град одликује блага и веома променљива клима.

## Историја
Подручје Атлона било насељено већ у време праисторије. У раном средњем веку ово место је било место замка и моста преко реке. Дато подручје је освојено од стране енглеских Нормана у крајем 12. века, али је обичај одржавања сабора и сусрета опстао још пар векова. У вези са тим на датом месту се образовало трговиште, а потом и насеље.
Током 16. и 17. века Атлон је учествовао у бурним временима око борби за власт над Енглеском. Ово је оштетило градску привреду. Међутим, прави суноврат привреде града десио се средином 19. века у време ирске глади.
Атлон је од 1921. године у саставу Републике Ирске. Постојао је предлог да се због средишњег положаја у држави овде из Даблина пресели нова престоница државе. Опоравак града започео је тек последњих деценија, када је Атлон поново забележио нагли развој и раст.

## Становништво
Према последњим проценама из 2011. године. Атлон је имао око 7 хиљада становника у граду и 16 хиљада у широј градској зони. Последњих година број становника у граду се повећава.

## Привреда
Атлон је историјски познат као занатско и трговачко средиште, али се последњих деценија овде развила индустрија. предњаче савремене гране индустрије - производња лекова, електронске и болничке опреме. Снажна подршка датом сектору је и постојање бројних високообразовних установа и завода.

## Збирка слика
- Стари део Атлона
- Завод за инжењерство и рачунарство
- Приобаље са градском саборном црквом
- Остаци древног замка